# Rue Perrault
Rue Perrault är en gata i Quartier Saint-Germain-l'Auxerrois i Paris första arrondissement. Gatan är uppkallad efter den franske arkitekten och läkaren Claude Perrault (1613–1688). Rue Perrault börjar vid Place du Louvre 4 och slutar vid Rue de Rivoli 85.

## Bilder
| - Gatuskylt. - Saint-Germain-l'Auxerrois. - Louvren. |

## Omgivningar
- Saint-Germain-l'Auxerrois
- Louvren
- Rue Saint-Germain-l'Auxerrois
- Rue des Prêtres-Saint-Germain-l'Auxerrois
- Impasse des Provençaux
- Rue de l'Arbre-Sec
- Rue Baillet
- Rue de la Monnaie
- Place de l'École
- Fontaine de la Croix-du-Trahoir
- Rue de la Vieille-Monnaie

## Kommunikationer
- Tunnelbana – linje  – Louvre – Rivoli
- Tunnelbana – linje  – Pont Neuf
- Busshållplats Louvre – Rivoli – Paris bussnät

### Webbkällor
- ”Rue Perrault”. Mairie de Paris. https://web.archive.org/web/20160303171724/http://www.v2asp.paris.fr/commun/v2asp/v2/nomenclature_voies/Voieactu/7231.nom.htm. Läst 30 september 2023.
- ”Rue Perrault”. Les rues de Paris. https://web.archive.org/web/20190920062532/http://www.parisrues.com/rues01/paris-01-rue-perrault.html. Läst 30 september 2023.